# 앤터니 블링컨

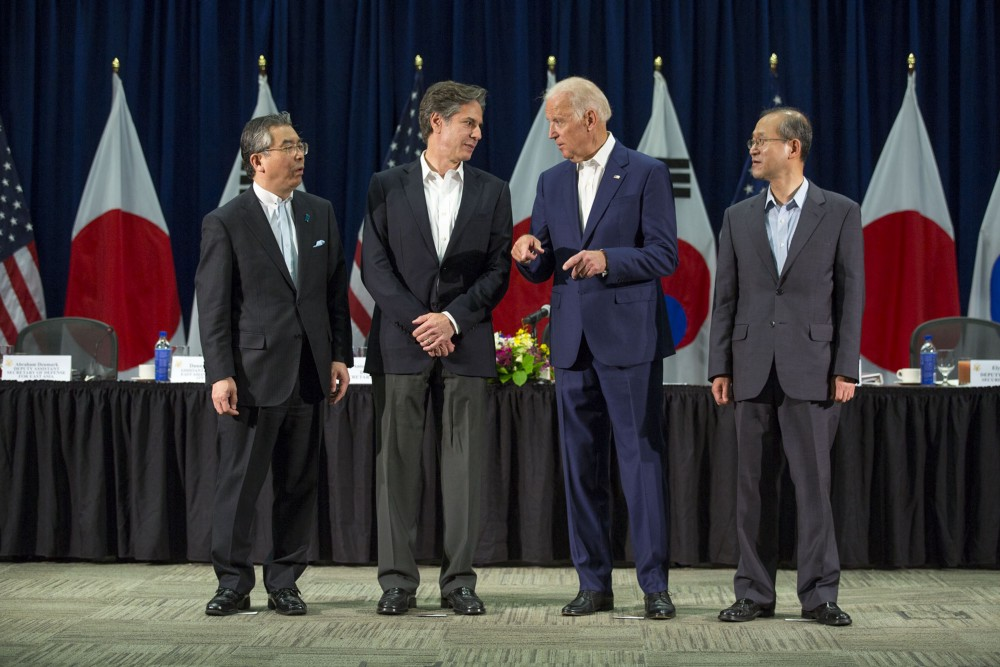
조 바이든과 함께 있는 앤터니 블링컨

앤터니 존 블링컨(영어: Antony John Blinken; 1962년 4월 16일 ~ )은 미국의 외교관이다. 2021년 1월 20일에 조 바이든 행정부 국무장관으로 임명되었다.

## 생애
1962년 4월 16일, 뉴욕주 용커스에서 유대인 부모인 쥬디스와 도날드 블링컨 밑에서 태어났다. 그의 부친은 전직 주헝가리 대사로 일했다. 그의 모친의 조부는 헝가리 출신 유대인이다. 그의 삼촌인 알란 블링컨은 벨기에대사로 일했다.
1980년 하버드 대학교에 입학하여 학사학위를 수여받은 후, 1988년 컬럼비아 로스쿨을 졸업했다.
1988년 미국 대통령 선거에서 민주당 마이클 두카키스 대선 후보의 선거자금 모집운동을 아버지와 함께 했다. 마이클 두카키스는 공화당 후보 조지 H. W. 부시(아버지 부시)에게 큰 차이로 패했다.
바이든이 상원 외교위원장이었던 2002년부터 외교위 수석위원으로 일했다.
2009년 바이든이 부통령이 되자 그는 부통령 안보보좌관에 임명되었다.
블링컨은 버락 오바마 행정부에서 2013∼2015년 백악관 국가안보부보좌관, 2015∼2017년에는 미국 국무부 부장관을 지냈다.
2020년 11월 24일, 조 바이든 대통령 당선인은 블링컨을 미국 국무장관에 지명했다.

## 한반도 관련
블링컨 지명자는 대북 선제공격에 대해선 반대 입장을 분명히 했다. 북한 비핵화의 해법으로 국제사회의 지속적이고 혹독한 경제적 압박을 제시했으며, 여기에서 중국의 역할을 강조했다.
2015년 1월 미국 국무부 부장관으로 취임 후 첫 외국 방문지로 한국을 선택했다. 존 케리 국무장관이 중동 문제에 집중하고 블링컨은 동북아 문제를 맡는 것으로 모종의 역할 분담이 이뤄진 결과였다. 당시 블링컨은 마크 리퍼트 주한 미 대사와 삼계탕을 저녁으로 먹고 “따뜻한 환영에 감사한다. 그리고 첫 일정은 바로 삼계탕 저녁 식사”라고 트윗에 올리는 등 친근한 태도를 보이기도 했다. 광화문 대로를 걷고 세종대왕상 앞에서 두 사람이 함께 찍은 사진도 트윗에 올렸다. 2014년 10월 부임한 마크 리퍼트 주한 미국 대사. 데니스 맥도너 미국 백악관 비서실장과 함께 '오바마 실세 3인방'으로 꼽혔다.
2016년 7월 14일, 하와이 호놀룰루에서 열린 제4차 한미일 외교차관 협의회는 북핵은 물론 고고도 미사일방어체계(사드·THAAD), 남중국해 등을 둘러싸고 동북아 정세가 복잡하게 돌아가는 가운데 열렸다. 미국 측 앤터니 블링컨 국무부 부장관은 대한민국의 사드 배치 결정에 반발한 중국과 러시아를 겨냥, "제3국을 겨냥한 조치가 아니다"고 말했다.
미국 국가안보보좌관에는 43세의 제이크 설리번이 임명되었다. 힐러리 클린턴 전 국무장관의 측근이다. 블링컨 설리번 체제라고 보도되고 있다.

## 중국과의 관계
도널드 트럼프 행정부의 중국에 대한 전투적이고 강경한 입장을 신뢰하며, 중국이 세계 지배를 추구한다는 주장에 대하여 동의하였다. 또한 인도와의 협력을 통해 잠재적 기후 변화와 같은 일에 대처할 것을 원하였다. 트럼프가 중국과의 무역거래에 대하여 큰 실수라고 언급한 뒤, 중국과의 완전한 단절은 불가능하며, 타이완과의 더 강한 경제적 협력을 지지한다고 표현하였다.

## 저서 및 출판물
- Blinken, Antony J. (1987). Ally versus Ally: America, Europe, and the Siberian Pipeline Crisis. New York: Praeger. ISBN 0-275-92410-6. OCLC

## 같이 보기
- 마이크 폼페이오
- 존 케리
- 힐러리 클린턴